# Michelbach, Niederösterreich
Michelbach är en kommun  i Österrike. Den ligger i distriktet Sankt Pölten-Land i förbundslandet Niederösterreich, 50 kilometer väster om huvudstaden Wien.
Kommunen består av åtta orter (Ortschaften) (inom parentes invånarantal 1 januari 2024):

- Finsteregg (29)
- Gstetten (26)
- Kleindurlas (60)
- Kropfsdorf (59)
- Michelbach Dorf (170)
- Michelbach Markt (315)
- Untergoin (101)
- Mayerhöfen (92)